# Terremoto del Golfo di Patti del 1978
Il terremoto del Golfo di Patti fa parte di una sequenza sismica di circa 50 scosse che interessarono la provincia di Messina e l'arcipelago delle Isole Eolie nella notte tra sabato 15 e domenica 16 aprile 1978. In particolar modo il sisma principale fu rilevato con una magnitudo tra il 5º ed il 6º grado della scala Richter e fu avvertito in buona parte dell'Italia meridionale, più significativamente fin verso la Calabria, dal palermitano alla Sicilia orientale. A Messina l'equivalente sismico della scala mercalli fu del VI grado risultando piuttosto intenso anche nella zona dello Stretto.

## La sequenza sismica
La prima scossa precedette quella principale di circa 4/5 minuti. L'Istituto di geofisica all'Università di Messina la registrò alle 00:29 ed ebbe una durata di circa 10 secondi. Poi arrivò la seconda più forte che, sempre nel capoluogo peloritano, fu registrata con un'intensità di 5.1 della scala richter; tra 6.0 e 6.1, invece, nella zona dell'epicentro. L'ultima tra le scosse più intense si sarebbe verificata il mattino successivo alle 07:20.

## Conseguenze
Il comune di Patti risultò tra i più colpiti, poiché più vicino all'epicentro, dove il 50% degli edifici crollò o presentò profonde crepe. Tra questi il Municipio che risultò inagibile. Danni anche lungo buona parte del versante tirrenico dove diversi edifici si lesionarono più o meno gravemente.
A Castroreale si registrarono ingenti danni che determinarono la demolizione parziale della chiesa di San Vito, rilevanti crepe nella chiesa del Santissimo Salvatore, la chiusura prolungata per interventi di restauro di molti luoghi di culto.
A Barcellona Pozzo di Gotto danni nella chiesa di San Giovanni Battista e chiesa del Carmine.

## Vittime e senzatetto
Oltre a 9 feriti vi furono anche vittime indirette al sisma e correlabili presumibilmente alla scossa principale. Delle 5 totali, 4 furono di infarto delle quali un uomo e una donna a Messina, un uomo a Lipari e una donna a Palermo. Sempre nel capoluogo siciliano, mori anche un uomo travolto da un'auto in corsa mentre tentava una fuga verso una piazza.

## Fonti di riferimento e dati
- 16 aprile 1978 Terremoto tra Lipari e Patti (www.giornaledilipari.it)
- Istituto nazionale di geofisica e vulcanologia